# Тель-Авив в израильской культуре

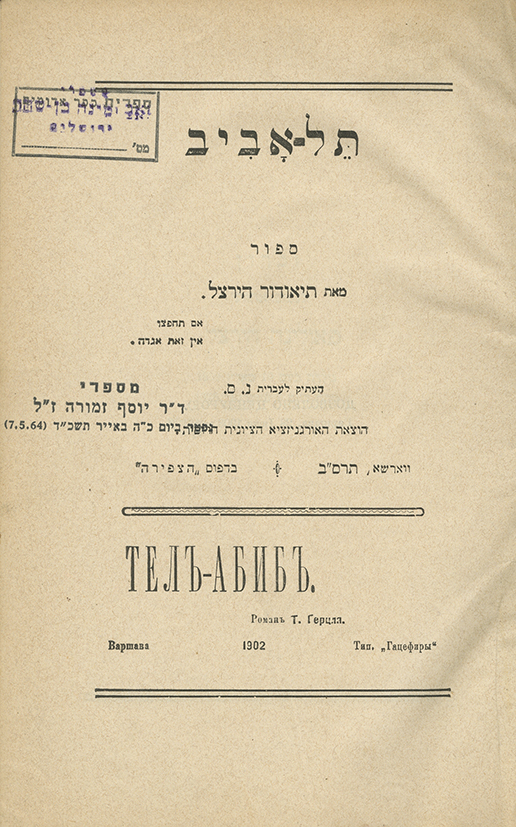
Перевод на иврит романа Теодора Герцля «Altneuland»

Тель-Авив играет важную роль в израильской культуре.
В первые годы существования Тель-Авив вызывал восхищение у многих евреев, будучи первым еврейским городом современности. В то же время, часть сионистского движения последовательно критиковала его, так как была против городской жизни вообще. С самых ранних лет гордость за город приводила к его сравнению с ведущими городами мира. С другой стороны, быстрый рост вызывал ностальгию по его юности. В первые десятилетия после основания Израиля город воспринимали как стареющий и разрушающийся, но с конца XX века он всё более считается полным жизни и развлечений международным городом.
Город и его жизнь наиболее широко представлены в израильском кинематографе, запечатлевшем различные стадии его истории — от эпохи сионизма до аполитичной современности. Также Тель-Авив много описывали поэты, такие как Авраам Шлёнский, Натан Альтерман и Меир Визельтир. В изобразительном искусстве город представлен слабо. Важнейшими художниками, изображавшими его, являются Нахум Гутман и Реувен Рубин.

## Образ города в культуре
Основатели Тель-Авива стремились к утопическому образу нового города, отличающегося и от восточноевропейского местечка, и от городов Леванта, и от крупных европейских городов со всеми современными проблемами. С первых лет Тель-Авив воспринимался как главный культурный центр евреев в Палестине. Иногда его называют «городом, родившим государство» (ивр. העיר שהולידה מדינה‎). В первые годы часто подчёркивали уникальность Тель-Авива как современного еврейского города. Важную роль играла также атмосфера невинности и новизны, окружающая его, позже важнее стал образ культурного центра страны и её «окна в мир». Быстрый рост города одновременно и восхищал современников, и вызывал критику, особенно из-за сопряжённых с ростом тесноты, грязи и шума. Несмотря на многие провинциальные черты, город часто сравнивали сначала с Парижем и Берлином, а позже — с Нью-Йорком и Лондоном. С самого начала отношение сионистов к нему было двойственным — они считали, что основной формой еврейского поселения на Святой земле должно стать сельскохозяйственное. Романтический образ аскетичных первопроходцев-халуцим плохо сочетался с городскими реалиями. Тем не менее, большинство евреев предпочитало селиться в городе. По сравнению с другими крупными городами (Хайфа, Иерусалим), в пользу Тель-Авива говорило то, что он был чисто еврейским городом. После Второй мировой войны журнал «Новое время» называл Тель-Авив «сионистским раем», при этом подчёркивая его «капиталистический» характер. В 1950-е годы, после образования государства, Тель-Авив потерял прежний политический и символический статус, а также утратил образ воплощения сионистской мечты и стал восприниматься как обычный большой город, к тому же потерявший привлекательность. В 1950-е и 1960-е годы город воспринимали как уродливый, стареющий и разрушающийся. Критиковалось и развитие города, которое критически воспринималось как американизация жизни. До середины 1980-х годов Тель-Авив казался безликим городом, где живут одни старики, а остальные приезжают на покупки и работу. C 1980-х годов важную роль в культуре страны стала играть ночная жизнь города, и в 1989 году был официально принят лозунг «Город, который никогда не спит». В 1990-е годы появился интерес к международному стилю т. н. Белого города Тель-Авива, что в итоге привело к его признанию объектом Мирового наследия ЮНЕСКО. Сегодня признаётся его роль и как локомотива израильской экономики, и как культного центра страны, и как её «ворот на запад». Некоторые утверждают, что Тель-Авив предлагает жителям израильскую идентичность, свободную как от арабских, так и от иудейских религиозных традиций.
С 1980-х годов в обществе сосуществуют разнообразные и противоречивые описания Тель-Авива — с одной стороны, его называют старым городом, находящимся в упадке, с другой — гедонистическим, городом развлечений и пороков, живущим лишь настоящим. В литературе и кино Тель-Авив часто описывают как город с универсальными городскими проблемами — одиночеством, отчуждённостью и жестокостью. С другой стороны, отмечается и многообразие тель-авивской жизни, смешение культур и свобода. Так как в Тель-Авиве нет исторических монументов и нет точки фокуса, поэт Меир Визельтир назвал его «городом без концепции».
Тель-Авив в Израиле часто называют «безмятежным тылом» (ивр. עורף שאנן‎), удалённым от боевых действий во время войн. Это началось ещё во Вторую мировую войну, и усилилось во время Войны за независимость Израиля, когда он воспринимался как город уклонистов.

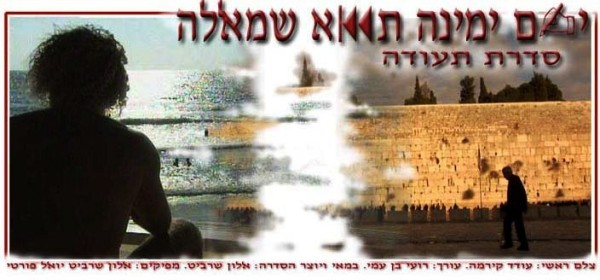
Плакат документального телесериала «Иерусалим — направо, Тель-Авив — налево», 2004

В израильской культуре важную роль играет символическое противостояние Тель-Авива и Иерусалима. Иерусалим символизирует исторические корни, в то время как Тель-Авив — новое начало для евреев на Святой земле. В начале XX века косному непродуктивному Иерусалиму противопоставлялась развивающаяся и экономически активная Яффа. С ростом Тель-Авива он занял место Яффы в этом противопоставлении. Во времена британского мандата говорили: «Иерусалим — город прошлого, Хайфа — город будущего, а Тель-Авив — город настоящего». С 1980-х годов противопоставление Тель-Авива и Иерусалима усилилось, они всё более считались воплощениями взаимоисключающих моделей израильской идентичности. Тель-Авив считается символом светского, либерального и просвещённого Израиля, а Иерусалим — религиозного, отсталого и фанатичного; если Иерусалим символизирует еврейские ценности, то Тель-Авив — израильские. Жителей Тель-Авива считают более гуманными, терпимыми и счастливыми. Кроме того, Тель-Авив является символом для людей левых взглядов, а Иерусалим — правых.

## В изобразительном искусстве

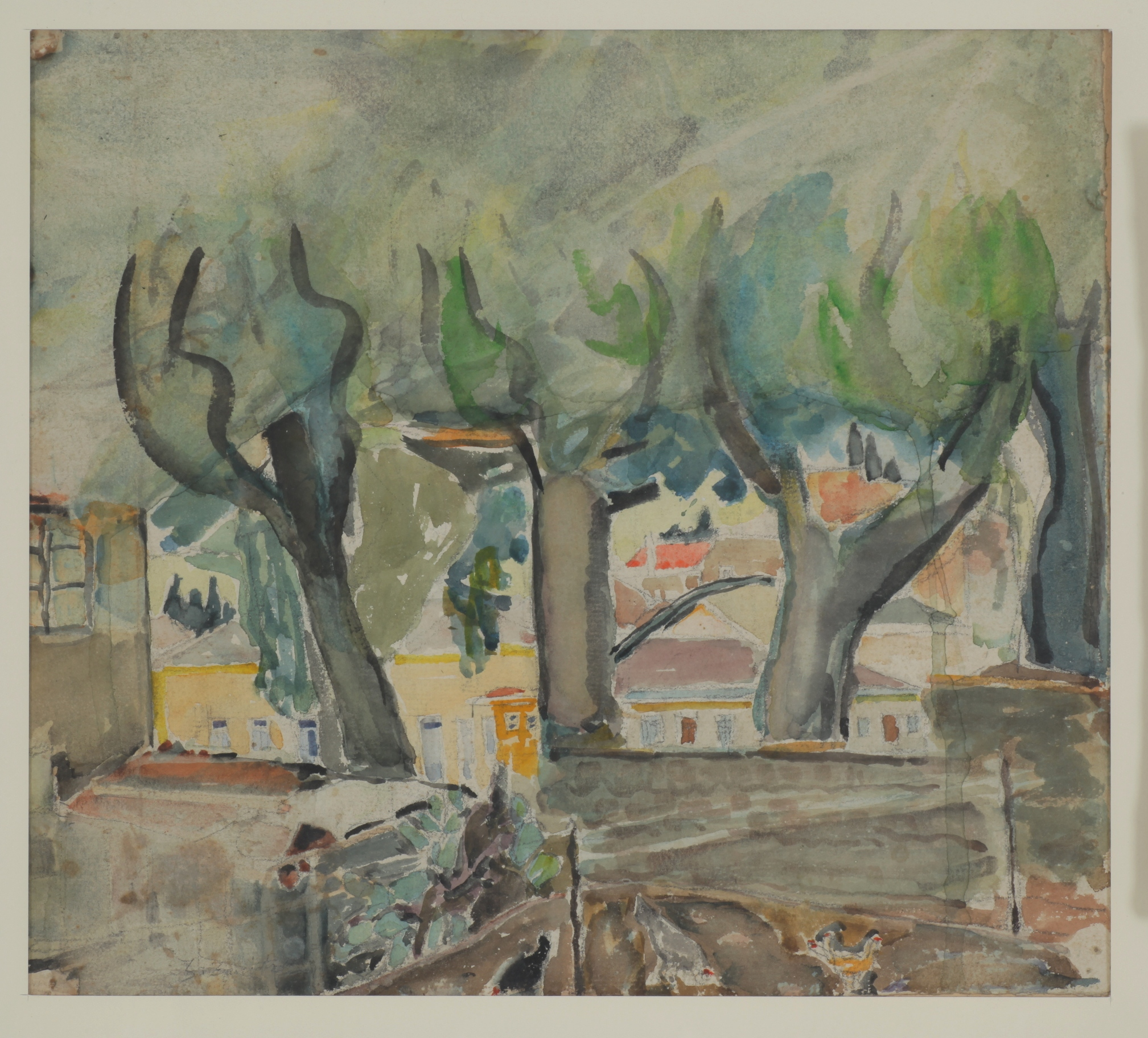
Иосиф Зарицкий, «Тамариски в Тель-Авиве», 1925

В XX веке, особенно в первые годы существования, Тель-Авив редко становился объектом интереса художников. Даже жившие в городе художники предпочитали традиционные, часто более экзотические для европейцев места, такие как Иерусалим, Яффа, Галилея. Важнейшими художниками, в чьих работах отражены виды Тель-Авива 1920-х-30-х годов, являются Нахум Гутман и Реувен Рубин, позже город изображал Йосеф Зарицкий (в 1930-х и 1940-х годах). В картинах Рубина и Гутмана Тель-Авив ностальгически изображён в виде редких домов, разбросанных по пескам. Они подчёркивали образ юного и чистого города. У Гутмана важным мотивом являлась гимназия «Герцлия», доминирующая на его картинах. Также на них обязательно появляется главная улица района, море и силуэт Яффы. Большую роль в формировании представления о молодом Тель-Авиве сыграла иллюстрированная книга Гутмана «Маленький город, и людей в нем немного» (ивр. עיר קטנה ואנשים בה מעט‎). При этом, Гутман никогда не рисовал молодой Тель-Авив с натуры, а только спустя многие годы, основываясь на своих воспоминаниях, идеализированно и ностальгически (первые его иллюстрированные рассказы были опубликованы в 1933—1934 годах, другая известная серия работ — в 1959 году). Тем не менее, его зарисовки широко известны и их, например, использовал Друянов при написании хроники города наравне с документами. У Рубина распространённый мотив на картинах — цветок, символизирующий появления города на безжизненных песках. Но при том, что Рубина называли «хроникёром города», Тель-Авив занимал скромное место в его творчестве. Зарицкий написал сотни акварелей, изображающих вид из его окна на углу улиц Мапу и Бен-Йехуда. На основе рисунков Гутмана и фотографий Авраама Соскина сложился ностальгический образ «маленького Тель-Авива».
Начиная с 1980-х годов, городские виды регулярно появляются на картинах Давида Риба, знаменитого острополитическими работами. Также с 1980-х годов город стал объектом интереса фотохудожников. Тем не менее, в объектив обычно попадают не оживлённые улицы, а безлюдные уголки и задние дворы. С 1990-х годов художники и фотографы стали изображать и виды города сверху и небоскрёбы. В эти годы художники начали селиться на юге Тель-Авива и находить темы для произведений в своём окружении. На начало 2010-х годов в южной части города сосредоточены многие мастерские художников.

## В кинематографе и театре

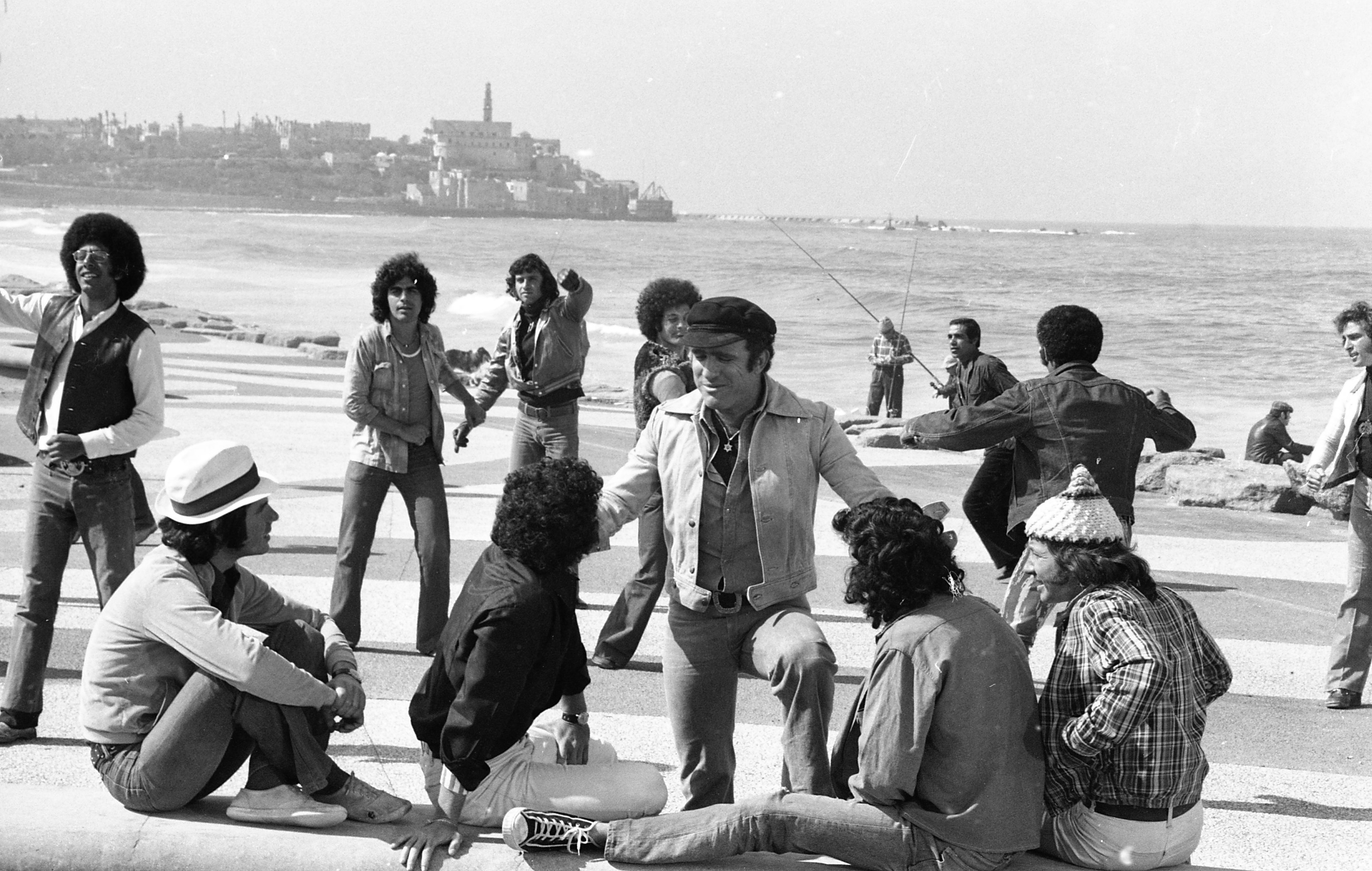
Съёмки фильма «Казаблан», 1973

Израильское кино неразрывно связано с Тель-Авивом; там было снято большинство фильмов страны и разворачиваются их события. Первый фильм в молодом Тель-Авиве был снят Акивой Вайсом в 1912 году, его судьба неизвестна. В 1920-е и 1930-е годы в Тель-Авиве снималось большинство фильмов и 75 % киножурналов, там располагались все кинолаборатории и большинство кинокомпаний. В фильмах того периода («Йеменская свадьба» (‏חתונה תימנית‏‎, 1929); «Авива» (‏אביבה‏‎, 1932), и другие) Тель-Авив предстаёт большим городом, полным жизни и богатым культурой, подобно ведущим городам мира. Некоторый спад значения города наблюдается в еврейском кино с 1936 года по начало 1960-х годов, когда в Палестине наступило тяжёлое время, а фильмы были, в основном, посвящены борьбе евреев за государство и финанасировались центральными политическими органами (и поэтому их действие происходило на периферии страны). Начиная с 1960-х годов, израильское кино опять становится рыночным, а Тель-Авив снова становится безоговорочным центром кинематографа. С 1960 по 1990 годы действие 55 % снятых в Израиле фильмов происходило в Тель-Авиве или же Тель-Авив играл в них центральную роль. Часто он представал в них спокойным и уютным местом («Очень узкий мост» (‏גשר צר מאד‏‎, 1985); «Улыбка козлёнка» (‏חיוך הגדי‏‎, 1986)). Постепенно в происходящих там фильмах всё больше показывали быт и развлечения его жителей, в отличие от фильмов предыдущего периода, главной темой которых были национальная идея сионизм или политика. Город часто был показан свободным от идеологии местом. Тель-Авив также воплощает собой изменившиеся ценности израильского общества, отходящего от сионизма первых лет существования государства. Во многих из этих фильмов город состоит лишь из развлечений и удовольствий, а работа героев, как правило, не показана. Если их профессии упоминаются, обычно они связаны с масс-медиа, искусством или спортом («Ай лайк Майк» (‏איי לייק מייק‏‎, 1961); «Дыра в луне» (‏חור בלבנה‏‎, 1965); «Нагуа» (‏נגוע‏‎, 1983); «Блюз летних каникул» (‏בלוז לחופש הגדול‏‎, 1987)), а многие герои вообще не работают. Одним из таких фильмов является «Подсматривающие» (‏מציצים‏‎) 1972 года, главные герои которого проводят время на городском пляже, ведя богемный образ жизни и потеряв интерес к подлинной жизни страны. В некоторых фильмах показана «урбанистическая красота» города, особенно часто в них появлялась приморская его часть. Начиная с 1970-х годов, город предстаёт как более мрачное место, полное конфликтов, иногда кроме ночной жизни показаны его трущобы и преступность (например, «Ничейный свет» (‏אור מן ההפקר‏‎, 1973), действие которого происходит в городских трущобах). Фильмы, сюжет которых происходит в прошлом, часто раскрывали трагическую сторону жизни Тель-Авива, которую не показывали в героический период страны. С другой стороны, в бурекас-фильмах («Полтора Чарли» («‏צ'רלי וחצי‏‎», 1974); «Спасите спасателя» (‏הצילו את המציל‏‎, 1977); «Саломонико» (‏סלומוניקו‏‎, 1972); «Казаблан» (‏קזבלן‏‎, 1973) и др.) город предстаёт как место, где герои разного происхождения могут успешно сосуществовать и имеют возможность влиться в нормальную израильскую жизнь. В них Тель-Авив — это микрокосм израильской жизни. В Тель-Авиве происходит действие одного из самых успешных израильских фильмов — «Эскимо лимон» (‏אסקימו לימון‏‎), выпущенного в 1977 году и рассказывающего об эротических похождениях старшеклассников.
С конца 1980-х годов тель-авивский стиль жизни становится естественным, и бывает показан сам по себе, а не как противовес сионистским идеалам. Это стиль аполитичный и деидеологизированный, в фильмах заметен пост-национальный и пост-сионистский подход к описанию жизни. Их герои живут своей буржуазной жизнью и не понимают смысл оставшегося сионистского наследия. Важным городским героем становится фланёр. Фильмы легитимизируют гедонизм, вседозволенность, часто в них показана ночь и ночная жизнь города. Заметными примерами являются «Бар 51» (‏בר 51‏‎, 1986); «Жизнь по Агфе» (‏החיים על פי אגפא‏‎, 1992); «Шуру» (‏שורו‏‎, 1990).
Город также регулярно появляется на израильской театральной сцене. Нередко его образ бывает романтическим или утопическим; он воплощает собой сионистские мифы и ностальгию («Лучшие подруги» (‏חברות הכי טובות‏‎), «Подходящий возраст для любви» (‏הגיל הנכון לאהבה‏‎)). В спектакле «Другое место и чужой город» (‏מקום אחר ועיר זרה‏‎), написанном по мотивам «Евгения Онегина», город представлен несерьёзным и полным жизни, особенно культурной. В других спектаклях, таких как «Было или не было» (‏היה או לא היה‏‎) и «Это большое море» (‏זה הים הגדול‏‎), показан современный город и отражён индивидуализм его жителей. В других пьесах, как «Семейная история» (‏סיפור משפחתי‏‎), «Жена. Муж. Дом» (‏אשה. בעל. בית‏‎) город представлен антиромантически и антиутопически, вступая в противоречие со сложившимися клише и образами борьбы евреев за государство и Тель-Авива как воплощения идей сионизма. Во многих пьесах от города остаются лишь отрицательные черты, в них показаны декадентные и экзистенциальные мотивы, тоска и одиночество в большом городе. Например, спектакль «Обычная пьеса» (‏מחזה רגיל‏‎) показывает переход от героического периода строительства страны к мелкобуржуазной жизни и потере идеалов, а в «Закрываем ночь» (‏סוגרים את הלילה‏‎) показана абсурдность городской жизни и потерянность героев.

## Литература и возрождение иврита

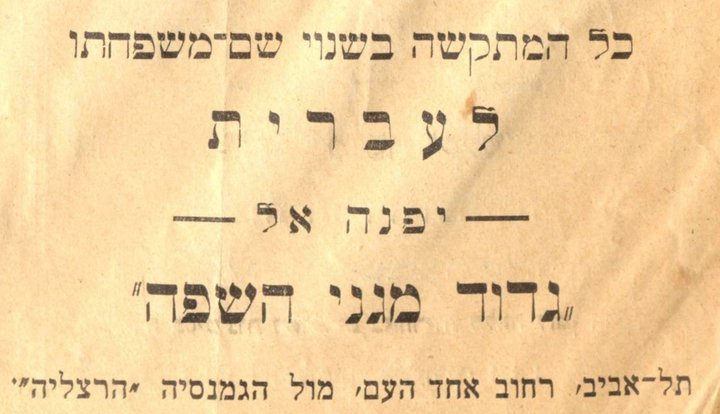
«Каждый, кто затрудняется сменить фамилию на ивритскую, пусть обратится в Батальон защитников языка». Объявление в Тель-Авиве, 1926 год

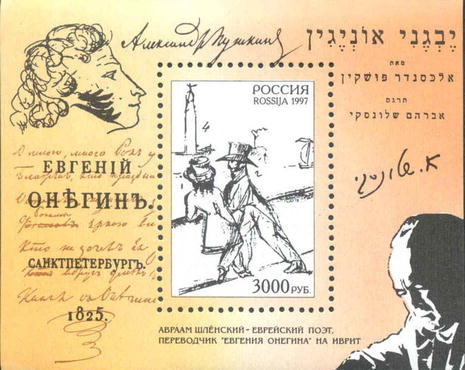
Авраам Шлёнский на почтовой марке

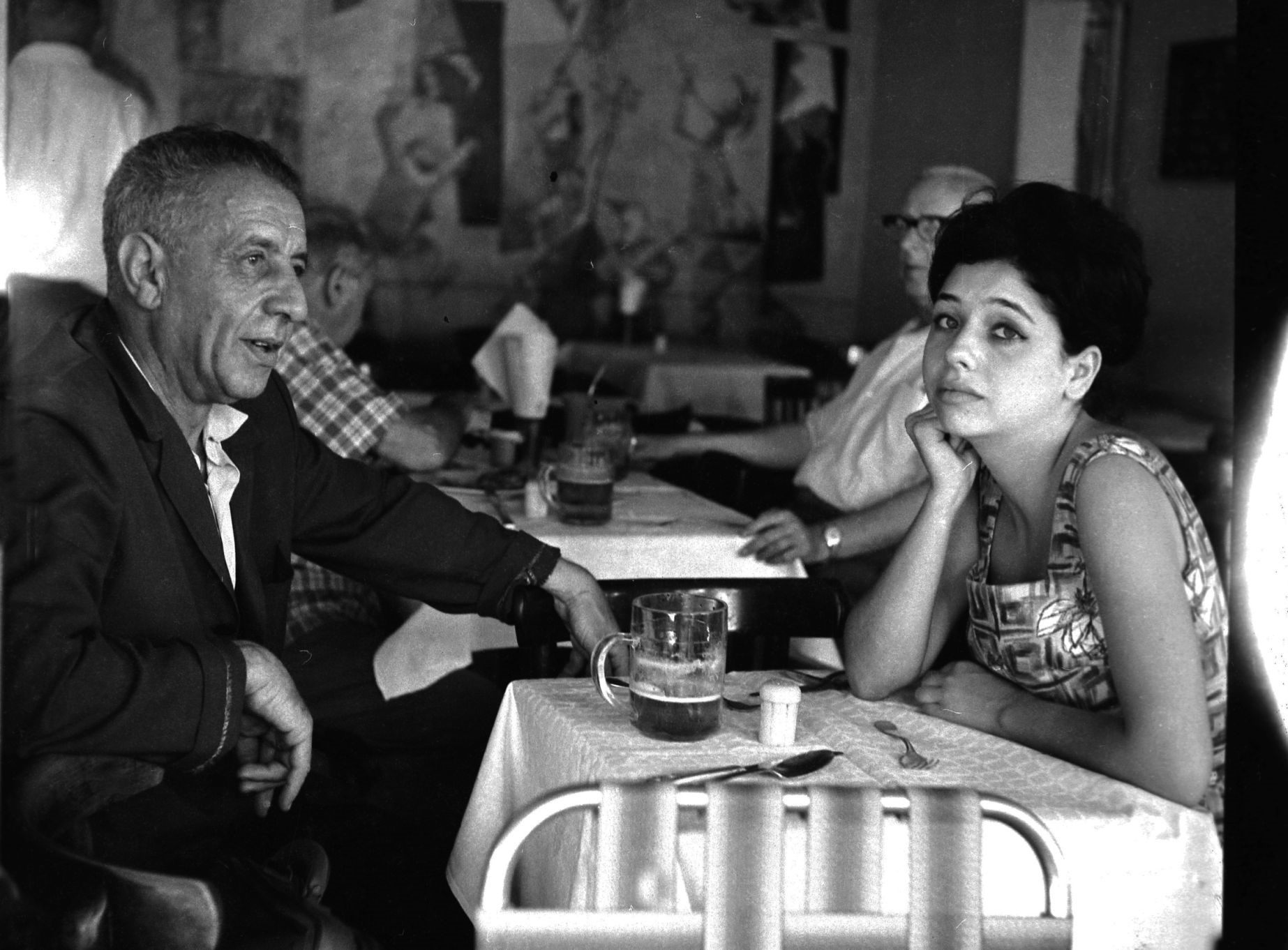
Натан Альтерман со своей дочерью в легендарном кафе «Касит (кафе)», 1960